# Crossover (Dirty Rotten Imbeciles)
Crossover è il terzo album dei Dirty Rotten Imbeciles, pubblicato nel 1987 dalla Metal Blade Records. In questo lavoro i DRI effettuano la loro evoluzione stilistica riuscendo ad unire riff tipicamente thrash ad altri di matrice hardcore punk, creando un connubio perfetto fra punk e metal che prenderà il nome di crossover thrash.
Le tracce quindi si fanno più tecniche e lunghe e anche più varie affiancate ad altre invece più ancorate al hardcore classico e quindi più corte.
Quindi un album importantissimo che segno l'unione tra i due generi e che fu fonte di ispirazione per molti gruppi negli anni seguenti.

## Tracce
1. The Five Year Plan – 4:03
2. Tear it Down – 3:38
3. A Coffin – 0:58
4. Probation – 4:05
5. I.D.K.Y. – 1:28
6. Decisions – 5:02
7. Hooked – 2:44
8. Go Die! – 3:42
9. Redline – 3:06
10. No Religion – 2:59
11. Fun and Games – 2:13
12. Oblivion – 4:54

## Formazione
- Kurt Brecht – voce
- Spike Cassidy – chitarra, basso
- Josh Pappe – basso
- Felix Griffin – batteria